# الصيت ولا الغنى (فلم)
الصيت ولا الغنى فيلم مصري تم إنتاجه عام 1948، من إخراج حسن الإمام وبطولة محمد عبد المطلب وهاجر حمدي وعلي الكسار.

## تمثيل
- محمد عبد المطلب
- هاجر حمدي
- علي الكسار
- إسماعيل ياسين
- زوزو ماضي
- عبد الفتاح القصري
- فردوس محمد
- محمد توفيق
- نرجس شوقي

## روابط خارجية
- مقالات تستعمل روابط فنية بلا صلة مع ويكي بيانات